# Sintesi diastereoselettiva
In chimica organica, le reazioni diastereoselettive sono reazioni chimiche che inducono alla formazione selettiva di diastereoisomeri e possono essere suddivise in tre classi:
- la prima classe riguarda la preparazione di composti diastereomerici achirali, come la formazione di alcheni E/Z oppure la formazione di alcheni ciclici cis / trans;
- la seconda classe riguarda l'introduzione di un nuovo centro stereogenico in una struttura con già un centro stereogenico, che quindi indurrà la configurazione del nuovo centro stereogenico;
- la terza classe coinvolge l'interazione di due composti in corrispondenza a centri protostereogenici con formazione di due nuovi centri stereogenici.